# Tolterodina
La tolterodina è un principio attivo ad attività antimuscarinica utilizzato per il trattamento sintomatico dell'incontinenza urinaria.
L'iperattività del muscolo detrusore della vescica urinaria è una delle componenti principali dell'incontinenza urinaria negli adulti. Le contrazioni incontrollate di questo muscolo sono la causa dell'urgenza e dell'incontinenza. Bloccando l'azione muscarinica a livello di questo muscolo se ne induce il rilassamento e si diminuisce l'incontinenza. La tolterodina agisce come antagonista a livello dei recettori M2 ed M3 diminuendo l'attività del muscolo detrusore.

## Avvertenze
Secchezza delle fauci (xerostomia), motilità gastrica ridotta,
mal di testa,
costipazione,
secchezza oculare (xeroftalmia),
insonnia,
tachicardia,
allucinazioni.
Il farmaco non deve essere usato in pazienti affetti da miastenia gravis e glaucoma ad angolo aperto.